# Robert Marichal
Pour les articles homonymes, voir Marichal.
Robert Marichal, né le 20 mars 1904 à Mandres (Seine-et-Oise) et mort le 23 octobre 1999 à Quincy-sous-Sénart (Essonne), est un paléographe et archiviste français. 
Selon Pierre-Yves Lambert, Robert Marichal a été l'un des plus grands paléographes de son temps.

## Carrière
(mai 2015).
- Élève de l'École nationale des chartes
- Archiviste paléographe (1927), ayant soutenu une thèse sur  Les traductions provençales du Livre de Sidrach, précédées d'un classement des manuscrits français[3]
- Conservateur aux Archives nationales (1929-1949)
- Professeur de langue et littérature françaises du Moyen âge à la faculté des lettres de l'Institut catholique de Paris (1930-1974)
- Entre 1940 et 1945, prisonnier de guerre, affecté à la Preussische Staatsbibliothek de Berlin, où il étudie la collection de papyrus
- Directeur d'études de paléographie latine et française à l'École pratique des hautes études, où il succède à Charles Samaran (1949-1974)
- Professeur d'histoire des langues et des écritures à l'École de bibliothécaires de Institut catholique de Paris (1959 à 1985)
- Directeur de l'École de bibliothécaires de Institut catholique de Paris (1965-1985)
- Président de la IVe section (Section des sciences historiques et philologiques) de l'École pratique des hautes études (1969-1974)

## Œuvres
- Robert Marichal est, auprès de Charles Samaran, l'un des principaux artisans de la fondation du Comité international de paléographie latine
- Robert Marichal et Albert Bruckner publièrent seuls les douze premiers volumes des Chartae latinae antiquiores (ChLA). Robert Marichal reste seul directeur de la publication après la mort d'Albert Bruckner, survenue le 10 décembre 1985, et jusqu'en 1994, année où il fut remplacé par Hartmut Atsma et Jean Vezin

## Honneurs
- Membre de l'Académie des inscriptions et belles-lettres (élu le 8 mars 1974)
- Chevalier de la Légion d'honneur
- Commandeur de l'ordre de Saint-Grégoire-le-Grand
- Couronné trois fois par l'Académie des inscriptions et belles-lettres, des prix Bordin (1941), Saintour (1959) et du Budget (1961)